# Heart 2 heart with Super Junior
Heart 2 Heart con Super Junior es un álbum recopilatorio de Pop en inglés y R&B que fue lanzado el 13 de marzo de 2008 por SM Entertainment, el álbum contiene canciones elegidas por el grupo Super Junior.
Esta edición incluye 13 fotos individuales de Super Junior y mensajes escritos personalmente por el grupo.

## Lista de temas
1. Sean Kingston – "Beautiful Girls" (recomendado por Donghae)
2. Outkast – "Hey Ya!" (recomendado por Shindong)
3. Omarion – "Ice Box" (recomendado por Ryeowook, Siwon, Han Geng)
4. John Legend – "P.D.A. (We Just Don't Care)" (recomendado por Han Geng)
5. Christina Aguilera – "Beautiful" (recomendado por Kyuhyun)
6. Kelly Clarkson – "A Moment Like This" (recomendado por Kibum)
7. Backstreet Boys – "Shape Of My Heart" (recomendado por Ryeowook)
8. Usher – "U Remind Me" (recomendado por Sungmin)
9. Justin Timberlake – "Cry me a river" (recomendado por Leeteuk)
10. Ciara – "Hotline" (recomendado por Kang-in)
11. Britney Spears – "Brave New Girl" (recomendado por Yesung)
12. Jessica Simpson – "A Public Affair" (recomendado por Yesung, Kang-In, Leeteuk)
13. Avril Lavigne – "Sk8er Boi" (recomendado por Heechul)
14. The Calling –"Wherever You Will Go"(recomendado por Heechul, Sungmin)
15. John Mayer – "Your Body Is A Wonderland" (recomendado por Siwon)
16. R. Kelly – "I Believe I Can Fly" (recomendado por Kibum, Kyuhyun)
17. Joe – "I Like Sexy Girls" (recomendado por Eunhyuk)
18. O-Zone – "Dragostea din tei" (recomendado por Donghae, Eunhyuk, Shindong)

## Páginas oficiales
- SM Entertainment Official Site
- Super Junior Official Site Archivado el 8 de noviembre de 2017 en Wayback Machine.
- Super Junior Official Avex Site
- Super Junior Official Japanese Site
- KBS Super Junior Kiss The Radio Official Site

- Datos: Q9002305